# 侯斯頓 (阿拉巴馬州)
侯斯頓（英語：Houston）是位於美國阿拉巴馬州溫斯頓縣的一個非建制地區。該地的面積和人口皆未知。

## 地理
侯斯頓的座標為34°08′29″N 87°15′29″W / 34.14139°N 87.25806°W，而該地的平均海拔高度為232米（即761英尺）。